# Robert Redford
Charles Robert Redford Jr. (Santa Monica, 18 augustus 1936) is een Amerikaans acteur, regisseur en producent van Engelse en Schots-Ierse origine. Hij is tevens oprichter van het Sundance Film Festival. Hij won in zijn carrière twee Academy Awards.

## Biografie
Redford is een zoon van Martha W. Hart en Charles Robert Redford Sr., een melkboer die accountant werd. Hij bezocht de Van Nuys High School in Los Angeles. Daar was hij een klasgenoot van onder anderen Natalie Wood en Don Drysdale. Redford en Drysdale waren beiden lid van het honkbalteam van de school. In 1954 behaalde hij zijn diploma. Dankzij zijn honkbalkwaliteiten kreeg hij een beurs om naar de University of Colorado te gaan. Daar werd hij de pitcher van het honkbalteam, maar hij verloor zijn beurs, omdat hij te veel spijbelde. Dit kwam vermoedelijk door de dood van z'n moeder op zijn achttiende. Redford studeerde vervolgens schilderkunst aan het Pratt Institute in Brooklyn en volgde later acteerlessen aan de American Academy of Dramatic Arts in New York.
In september 1958 trouwde hij met Lola Van Wagenen. Samen kregen ze vier kinderen: James (1962-2020), Shauna, Amy en Scott Anthony. Amy werd in 1999 ook actief als filmactrice, Scott Anthony stierf na ongeveer twee maanden aan wiegendood. In 1985 zijn Redford en Van Wagenen gescheiden. In 2009 hertrouwde hij met Sibylle Szaggars, met wie hij daarvoor jaren samenwoonde. Het tweetal trouwde in Hamburg.

## Acteur

### Televisie
Redfords acteercarrière begon op televisie. In de jaren 50 verscheen hij in verscheidene televisieprogramma's, zoals Alfred Hitchcock Presents, Dr. Kildare, Nothing in the Dark (een aflevering van The Twilight Zone) en Perry Mason. In 1963 werd hij genomineerd voor een Emmy Award voor zijn bijrol in de serie Alcoa Premiere.

### Film
In 1965 stapte Redford definitief over naar de film, hoewel zijn eerste filmrol uit 1960 dateert. Als figurant was hij te zien in de film Tall Story met onder anderen Anthony Perkins en Jane Fonda. In 1962 speelde hij Soldaat Roy Loomis in War Hunt van Denis Sanders. Zijn eerste grote rol kwam in 1966, toen hij aan de zijde van Marlon Brando en opnieuw Fonda mocht spelen in The Chase van Arthur Penn. Met Fonda deelde Redford nog meermaals het scherm, evenals met zijn gewezen klasgenote Wood.
Toen eind jaren 60 Steve McQueen een rol in een film van George Roy Hill afwees, ging de rol naar Redford. Aan de zijde van Paul Newman, die op dat moment in Hollywood al een grote naam was, speelde Redford in Butch Cassidy and the Sundance Kid. De western won vier Oscars. Regisseur David Fincher noemt dit z'n lievelingsfilm.

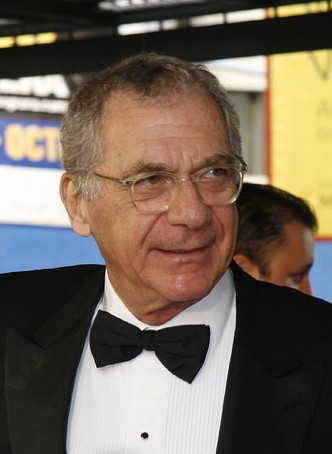
Redford werkte meermaals samen met regisseur Sydney Pollack (1934–2008)

De film lanceerde Redfords carrière. Hij kreeg de ene hoofdrol na de andere aangeboden. In geen tijd groeide Redford uit tot een van de grootste filmsterren uit de jaren 70. In 1972 acteerde hij Jeremiah Johnson, een film van Sydney Pollack. In 1973 speelde hij aan de zijde van Barbra Streisand in het romantisch drama The Way We Were opnieuw van Sydney Pollack. In hetzelfde jaar kwam de nieuwste film van George Roy Hill uit, opnieuw met hoofdrollen voor Newman en Redford. The Sting won zeven Oscars. Redford zelf werd voor de eerste keer genomineerd in de categorie 'beste hoofdrol'.
Een jaar later schreef Francis Ford Coppola een filmversie van het boek The Great Gatsby van F. Scott Fitzgerald. Jack Clayton verfilmde het scenario van The Great Gatsby (1974). Redford vertolkte Jay Gatsby en was verder te zien aan de zijde van onder anderen Mia Farrow. De film werd met gemengde gevoelens ontvangen en won twee Oscars.
In 1975 werkte Redford wederom met Hill. Ditmaal vertolkte hij het titelpersonage van de film The Great Waldo Pepper. Verder was Redford te zien in enkele paranoiathrillers zoals Three Days of the Condor (1975) van Sydney Pollack en All the President's Men (1976) van Alan J. Pakula. In 1977 was hij te zien in de oorlogsfilm A Bridge Too Far, naast veel andere grote namen, zoals James Caan, Michael Caine, Sean Connery, Elliott Gould, Gene Hackman, Anthony Hopkins en Ryan O'Neal.
In 1984 speelde Redford in The Natural, een honkbalfilm gebaseerd op het gelijknamige boek van Bernard Malamud. Honkbal blijft een van zijn grote passies. De film werd geregisseerd door Barry Levinson. Hij werkte andermaal met Sydney Pollack in Out of Africa (1985) met onder anderen Meryl Streep en Klaus Maria Brandauer. Hierin vertolkte hij de rol van Denys Finch Hatton. De film won, net als The Sting, zeven Oscars. Vijf jaar later maakten Redford en Pollack Havana (1990). Hierin speelt hij een professionele gokker die tijdens de jaren 50 rondom Havanna de Cubaanse Revolutie meemaakt.
Eind jaren 90 speelde Redford de hoofdrol in The Horse Whisperer (1998), een film die hij zelf regisseerde. In 2001 speelde hij aan de zijde van Brad Pitt in de thriller Spy Game van Tony Scott. Pitt en Redford worden regelmatig met elkaar vergeleken. Beiden zijn grote namen in de filmwereld, maar ze delen ook een aantal fysieke kenmerken.

## Regisseur
Redford regisseerde zelf verschillende films. Zijn debuut maakte hij met Ordinary People (1980). De film won vier Oscars, waaronder een voor Redford in de categorie 'beste regisseur'. Het was zijn eerste Oscar. Hij kreeg in 2002 een tweede voor zijn volledige carrière.
In 1988 regisseerde hij The Milagro Beanfield War. Het handelt over het verzet van de bevolking van Milagro tegen zakemmensen en politici die ander plannen hebben met hun bonenvelden. Won een oscar voor de beste filmmuziek.
In 1992 regisseerde Redford het familiedrama A River Runs Through It, met onder anderen Brad Pitt. Het gaat over de moeizame relatie tussen vader en zoons van een dominee.
In 1994 regisseerde Redford de film Quiz Show met Ralph Fiennes en John Turturro in de hoofdrol. De film werd genomineerd voor vier Oscars, waaronder twee nominaties voor Redford zelf. De film verzilverde er geen.
In 2000 regisseerde Redford de film The Legend of Bagger Vance met Matt Damon en Will Smith
In 2007 regisseerde hij Lions for Lambs, waarin hij zelf ook meespeelt aan de zijde van Meryl Streep en Tom Cruise.

## Sundance filmfestival
Redford is de oprichter van het Sundance Film Festival, bedoeld om onafhankelijke filmmakers in de Verenigde Staten een kans te geven. De naam van het festival is een verwijzing naar Redfords personage in de film Butch Cassidy and the Sundance Kid (1969).

## Trivia
- Hij is de eigenaar van een restaurant, Zoom, in Park City, Utah en een vakantie ski park, Sundance Resort.
- Men overwoog om hem de rol van Michael Corleone te laten spelen in The Godfather (1972).
- Redford weigerde de hoofdrol in The Verdict (1982) van Sidney Lumet. De rol ging uiteindelijk naar z'n vriend Paul Newman, die voor z'n acteerprestatie genomineerd werd.
- Redford heeft model gestaan voor Danny McDonald uit de Nederlandse strip De Partners.
- Dit zei Redford over z'n vriendschap met Paul Newman: "There are certain friendships that are sometimes too good and too strong to talk about." Newman overleed in 2008 aan de gevolgen van longkanker.

## Geselecteerde filmografie
- 2019 · Avengers: Endgame
- 2018 · The Old Man & the Gun
- 2017 · Our Souls at Night
- 2017 · The Discovery
- 2016 · Pete's Dragon
- 2015 · Truth
- 2015 · A Walk in the Woods
- 2014 · Captain America: The Winter Soldier
- 2013 · All Is Lost
- 2012 · The Company You Keep
- 2007 · Lions for Lambs
- 2006 · Charlotte's Web
- 2005 · An Unfinished Life
- 2004 · The Clearing
- 2001 · Spy Game
- 2001 · The Last Castle
- 1998 · The Horse Whisperer
- 1997 · Wallace Stegner: A Writer's Life (tv)
- 1996 · Up Close & Personal
- 1993 · Indecent Proposal
- 1992 · Sneakers
- 1992 · A River Runs Through It
- 1990 · Havana
- 1986 · Legal Eagles
- 1985 · Out of Africa
- 1984 · The Natural
- 1980 · Brubaker
- 1979 · The Electric Horseman
- 1977 · A Bridge Too Far
- 1976 · All the President's Men
- 1975 · Three Days of the Condor
- 1975 · The Great Waldo Pepper
- 1974 · The Great Gatsby
- 1973 · The Sting
- 1973 · The Way We Were
- 1972 · Jeremiah Johnson
- 1972 · The Candidate
- 1972 · The Hot Rock
- 1970 · Little Fauss and Big Halsy
- 1969 · Tell Them Willie Boy Is Here
- 1969 · Downhill Racer
- 1969 · Butch Cassidy and the Sundance Kid
- 1967 · Barefoot in the Park
- 1966 · This Property Is Condemned
- 1966 · The Chase
- 1965 · Inside Daisy Clover
- 1965 · Situation Hopeless... But Not Serious
- 1962 · War Hunt
- 1960 · The Iceman Cometh (tv)